# Локалита Тре Понти (Вербано-Кузио-Осола)
Локалита Тре Понти је насеље у Италији у округу Вербано-Кузио-Осола, региону Пијемонт.
Према процени из 2011. у насељу је живело 162 становника. Насеље се налази на надморској висини од 230 м.